# Enrique Villalobos
Enrique « Quique » Villalobos, né le 20 novembre 1965 à Madrid, en Espagne, est un joueur espagnol de basket-ball. Il évolue au poste d'arrière.

## Carrière

### Palmarès
- Vainqueur de la coupe d'Espagne 1989 (Real Madrid)
- Vainqueur de la Coupe Saporta 1989, 1992
- Vainqueur de la coupe de France 1999